# 日本エーエム
日本エーエムは、東京都に本社を置く印刷機材商社。

## 沿革
- 1957年 - 米国のアドレソグラフ・マルティグラフ社と藤山コンツェルンとの合弁会社として設立。当時の社名は日本アドレソグラフ・マルティグラフ。
- 1958年 - 日本初の小型オフセット印刷機マルティ1250の国内販売開始
- 1979年 - 親会社の社名変更に伴い、日本エーエムに社名変更。
- 1982年 - 親会社が連邦倒産法第11章を申請。
- 1996年9月 - 発行済株式の50.86%を藤博（現:カーチスホールディングス）が取得。
- 2000年9月1日 - デジ・ネットに商号変更。組織変更により新生日本エーエム設立。（印刷事業部門を独立・営業譲渡）
- 2000年12月26日 ジャック・ホールディングス（現:カーチスホールディングス）との合併により上場廃止。
- 2001年1月 - ジャック・ホールディングスと合併。
- 2006年 - 飲食ビジネスに参入。
- 2008年5月30日 - 韓国のファウテクノロジー（FAWOO Technology、コスダック上場 045890）と合弁会社日本ファウを設立。
- 2010年9月 - LED販売網の一部を譲渡、更に飲食事業から撤退
- 2011年7月6日 - 事業停止

## 事業内容
- LED照明機器、配線器具関連商品・応用装置の販売
- オフセット印刷機、ポストプレス機器などの販売およびメンテナンスサービス同関連消耗品の販売
- 複写機、コンピュータ等事務用機器、事務用品物品、インキ・記録用紙等印刷材料の販売
- 飲食店業（東京厨房の経営）